# Romet
Romet Sp. z o.o. (poprzednio Arkus & Romet Group) – polskie przedsiębiorstwo produkujące rowery marek Arkus, Delta, Romet i Univega. Kontynuator firmy i marki dawnych Zakładów Rowerowych „Romet”. Dział tej firmy, pod nazwą Romet Motors zajmuje się produkcją i sprzedażą w Polsce motorowerów, skuterów i motocykli marki Romet. Przedsiębiorstwo ze 100% polskim kapitałem. To aktualnie największy producent rowerów w Polsce, należy też do grona najważniejszych producentów rowerów w Europie. W swoich fabrykach produkuje rocznie ok. 400 tys. sztuk rowerów, co stanowi ⅓ całej produkcji w Polsce. Fabryki Romet zlokalizowane są w siedzibie głównej w Podgrodziu koło Dębicy oraz Jastrowiu na północy Polski wraz z centrum logistycznym w Kowalewie. Łączna ich powierzchnia to 65 tys. m². Znaczną część całej produkcji stanowi eksport rowerów na rynki Europy Zachodniej, między innymi do takich krajów jak: Niemcy, Wielka Brytania, Austria, Belgia, Szwecja, Hiszpania, Czechy. Aktualnie rowery z fabryki Romet sprzedawane są na 32 rynkach na świecie.

## Historia

### 1991 – 2005
Początki Arkus & Romet Group Sp. z o.o. sięgają 1991 roku. W tym czasie Wiesław Grzyb, przedsiębiorca związany z branżą rowerową, założył spółkę cywilną Arkus S.C. Początkowo działalność spółki obejmowała import rowerów ze Wschodu, głównie z Ukrainy. Spółka Arkus S.C stała się właścicielem terenu w Podgrodziu k. Dębicy, gdzie powstała pierwsza fabryka, w której pod koniec 1995 roku zaczęto produkować rowery. W 1999 roku Wiesław Grzyb kupił upadającą wtedy fabrykę Romet w Jastrowiu, specjalizującą się w produkcji rowerów dziecięcych i młodzieżowych, a rok później stał się właścicielem zakładów Romet w Kowalewie Wielkopolskim. Wiesław Grzyb zakupił również w tym czasie prawa do marki Romet oraz nazw modeli Jubilat i Wigry. W 2001 roku powstała spółka z ograniczoną odpowiedzialnością Arkus

### 2005 – 2011
W 2005 roku prawa do znaków towarowych Romet, Jubilat i Wigry przejęła nowo założona spółka Arkus & Romet Group sp. z.o.o., powstała z połączenia Arkus Sp. z o.o. i Fabryki Rowerów Romet – Jastrowie Sp. z o.o. Dwa lata później w Podgrodziu k. Dębicy otwarto sąsiadującą z fabryką rowerów, fabrykę produkującą skutery i motocykle marki Romet, działającą w ramach wyodrębnionej grupy Romet Motors. Pod koniec 2008 roku wznowiono sprzedaż rowerów pod marką Romet. W 2009 roku Arkus & Romet Group sp. z.o.o. wprowadziła na rynek kolekcję rowerów Romet Bikes. Oznaczało to powrót na rynek rowerów ze znakiem pegaza. 2011 rok uznawany jest za symboliczną datę odrodzenia marki Romet. To wtedy w ofercie znalazło się najwięcej modeli rowerów od czasu powstania marki. Z kolei w 2010 roku zaprezentowano prototyp mikrosamochodu Romet 4E o napędzie elektrycznym, którego produkcja seryjna miała być rozpoczęta w 2011 roku.

### 2011 – obecnie
Obecnie roczna produkcja Rometa ok. 400 tys. sztuk rowerów, co stanowi 1/3 całej produkcji w Polsce. Produkcja odbywa się na trzech niezależnych liniach montażowych przystosowanych do szerokiego asortymentu modeli i dodatkowej do produkcji specjalistycznych rowerów. Rowery produkowane są w Polsce – fabryki zlokalizowane są w siedzibie głównej w Podgrodziu k/Dębicy oraz Romet-Jastrowie na północy Polski wraz z centrum logistycznym w Kowalewie, łączna ich powierzchnia to 65 tys. m². Wcześniej ramy używane przez większość producentów rowerowych produkowane były poza Europą.
W 2022 roku Romet kupił sieć 45 wielkopowierzchniowych sklepów rowerowych Prorowery.pl. Spółka otworzyła też przedstawicielstwo na Litwę, Łotwę i Estonię.

## Produkty

### Rowery Arkus

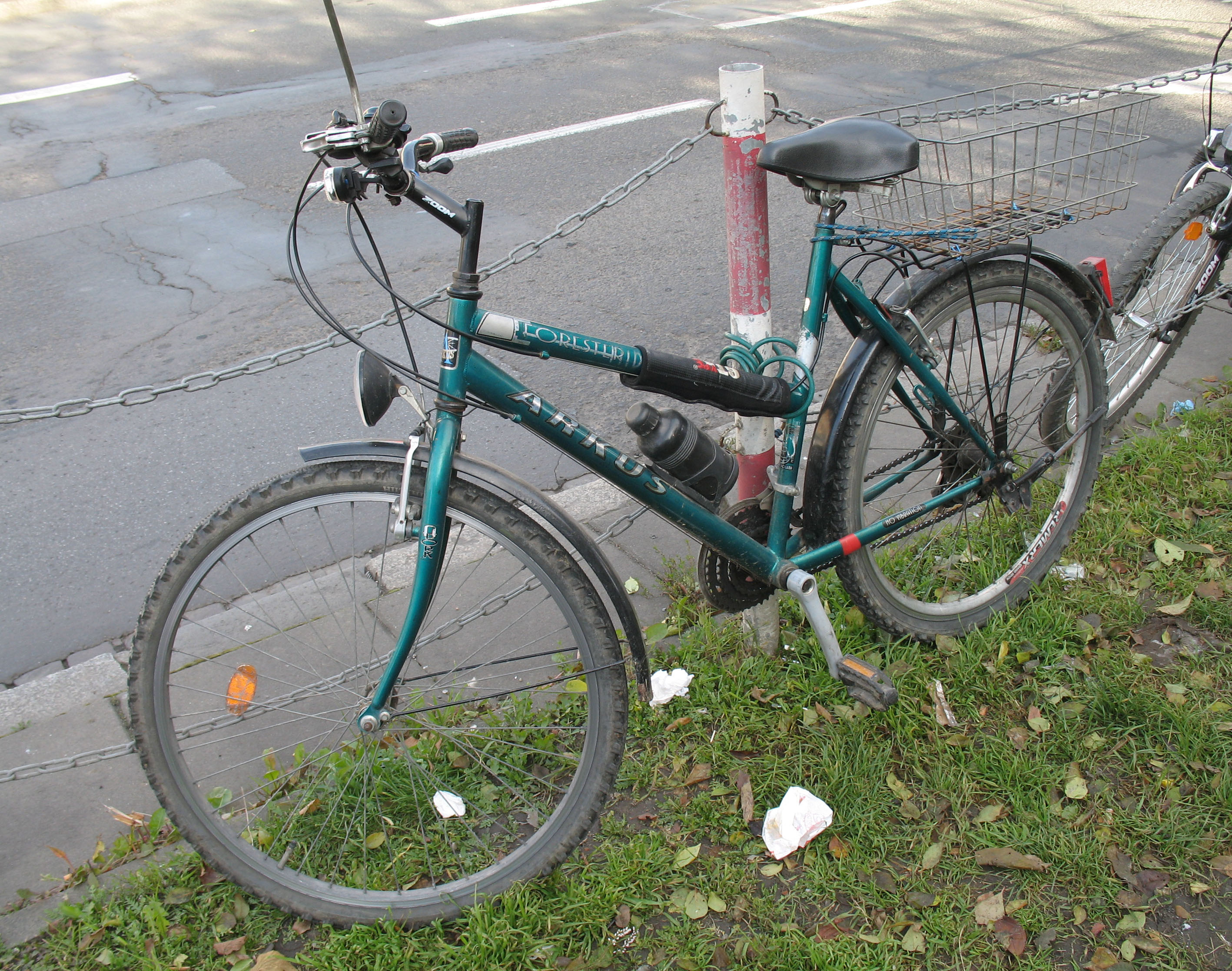
Rower Arkus Forester

- Arkus Art Deco
- Arkus Barracuda
- Arkus C1200
- Arkus City Surfer
- Arkus City Trend 301
- Arkus Classic 900
- Arkus Classic 1000
- Arkus Classic 1100
- Arkus Classic 1200
- Arkus Classic 1200 M
- Arkus Classic Junior 2
- Arkus Classic Trek
- Arkus Cross 1000
- Arkus Cross 1100
- Arkus Cross 1200
- Arkus Elf
- Arkus Evolution
- Arkus Expression
- Arkus For Woman
- Arkus Fun
- Arkus Fusion 405
- Arkus Graffiti 405
- Arkus Graffiti 505
- Arkus Harmonia
- Arkus Harmonia Drift
- Arkus Insygnia
- Arkus Iskra
- Arkus Julka
- Arkus Kameleon
- Arkus Kunstig
- Arkus Lite Trek M
- Arkus Mała Księżniczka
- Arkus Melodia
- Arkus Panda City
- Arkus Panda City Lux
- Arkus Perełka
- Arkus Pro Art
- Arkus Różyczka
- Arkus Sonata
- Arkus Sport
- Arkus Style
- Arkus Style Lux
- Arkus T1000
- Arkus T1200
- Arkus Trekk 800
- Arkus Trekk 900
- Arkus Trekk 1000
- Arkus Trend Drift
- Arkus Trend Dirt 240
- Arkus Vip 3.0
- Arkus Vip 3.0 Fit
- Arkus Vip 4.0
- Arkus Vip 4.0 Fit
- Arkus Vip 5.0
- Arkus Vip 6.0
- Arkus Vintage

### Rowery Delta

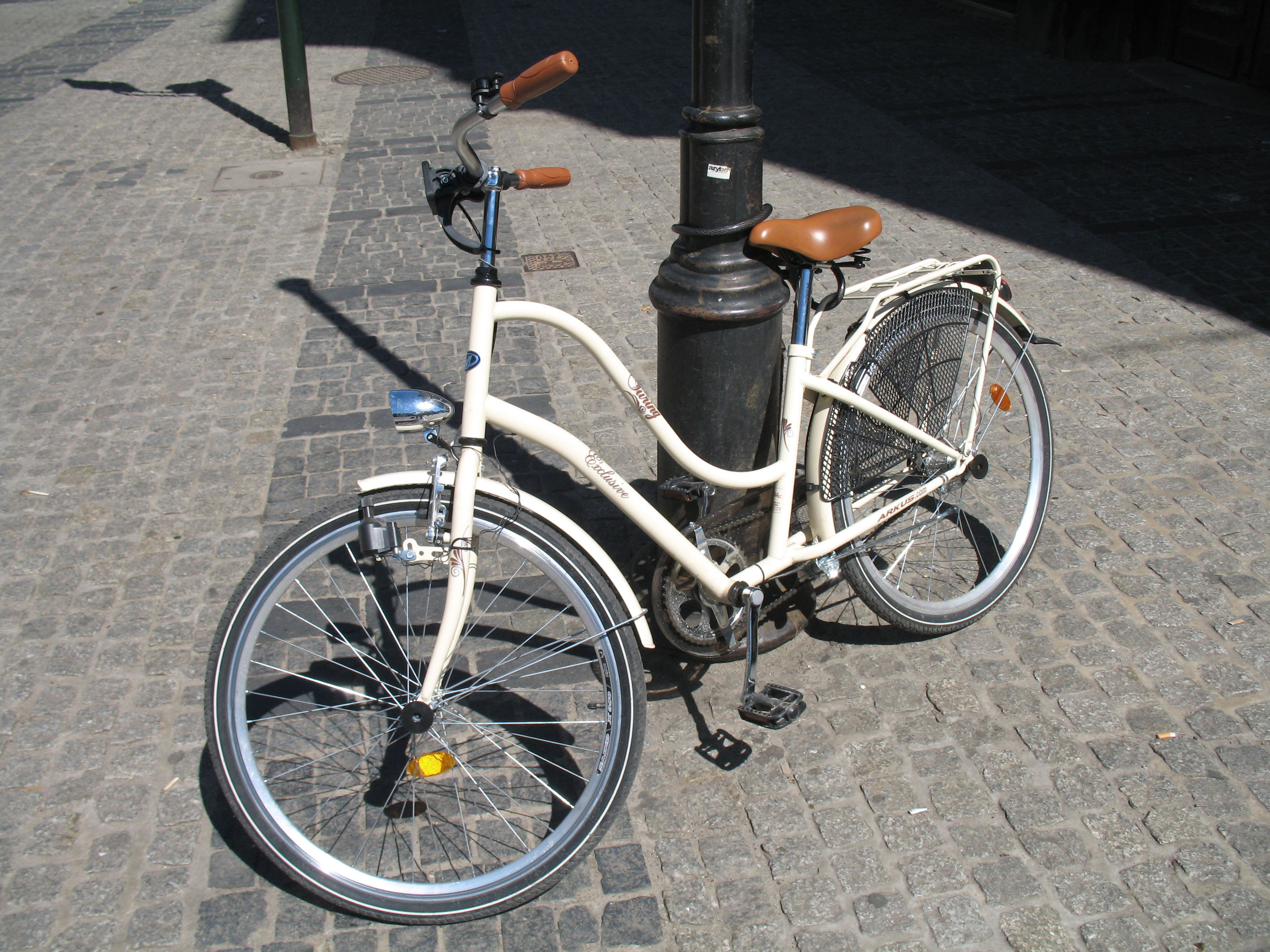
Rower Delta Touring Exclusive

- Delta Diana
- Delta Dynamic 301
- Delta F1
- Delta Jubilat
- Delta Julka
- Delta Junior Sport
- Delta Junior Sport 2HT
- Delta Kacza Paka
- Delta Kubuś
- Delta Kucyk
- Delta Różyczka
- Delta Salto
- Delta Sonata
- Delta Sonata Lux
- Delta Sport 205
- Delta Sport 240 HT
- Delta Sport 240 Tel
- Delta Sport 405
- Delta Sport 405 HT
- Delta Sport 505
- Detla Superkrówka
- Detla Throne
- Delta Touring Exclusive
- Delta Trend 240
- Delta Trend 240 City
- Delta Trend 301
- Delta Turing
- Delta Viola
- Delta Wagant
- Delta Wigry

### Rowery Romet

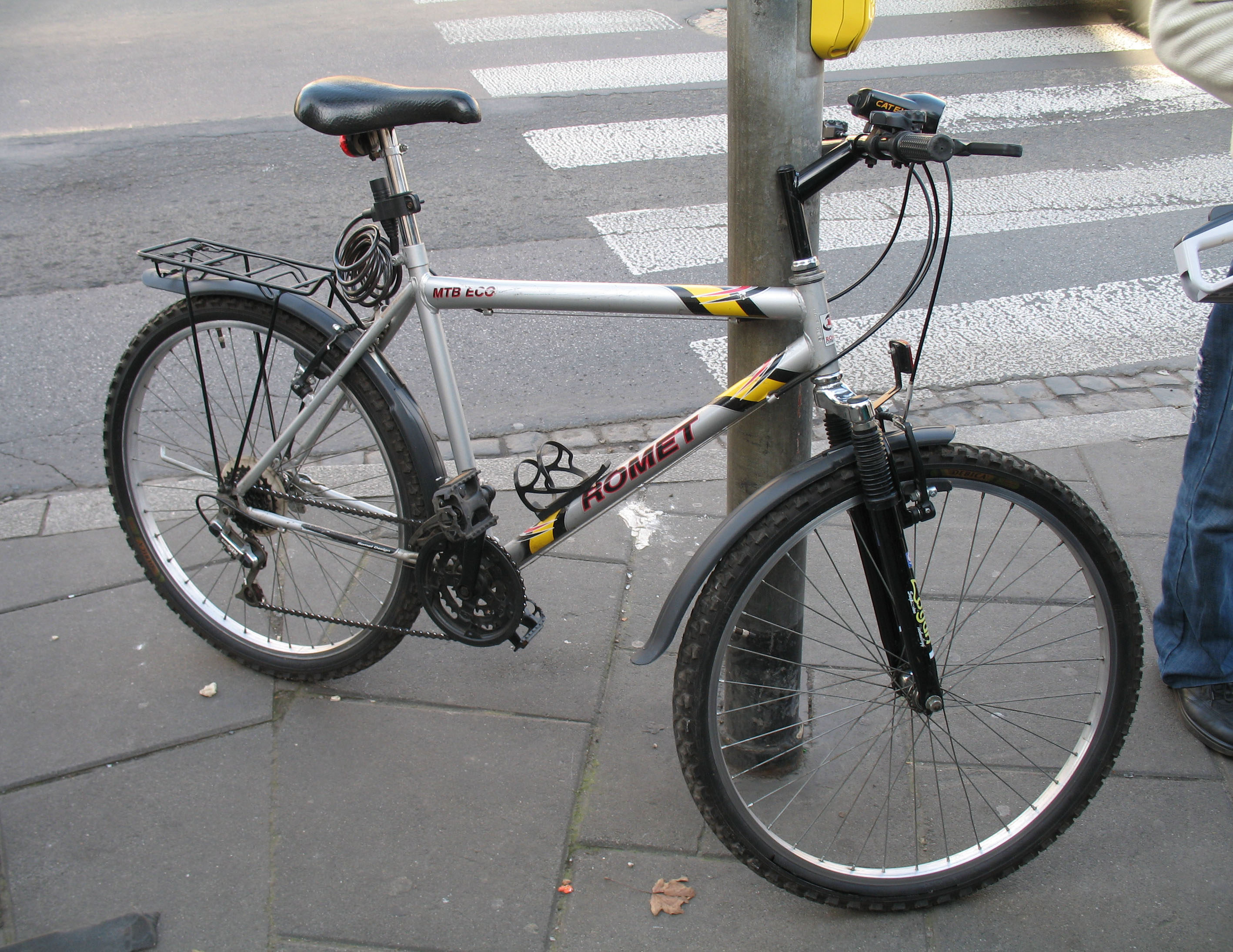
Rower Romet MTB Eco

- Romet 29ER
- Romet Black Jack
- Romet Butterfly
- Romet Jolene 1
- Romet Jolene 2
- Romet JR20
- Romet JR24
- Romet Mosquito 1
- Romet Mosquito 2
- Romet Pelicancan
- Romet Rambler
- Romet RC500 D
- Romet RC500 M
- Romet RX500
- Romet Touring D
- Romet Touring M
- Romet Angel
- Romet Aspre
- Romet NYK
- Romet Boreas

### Rowery Univega

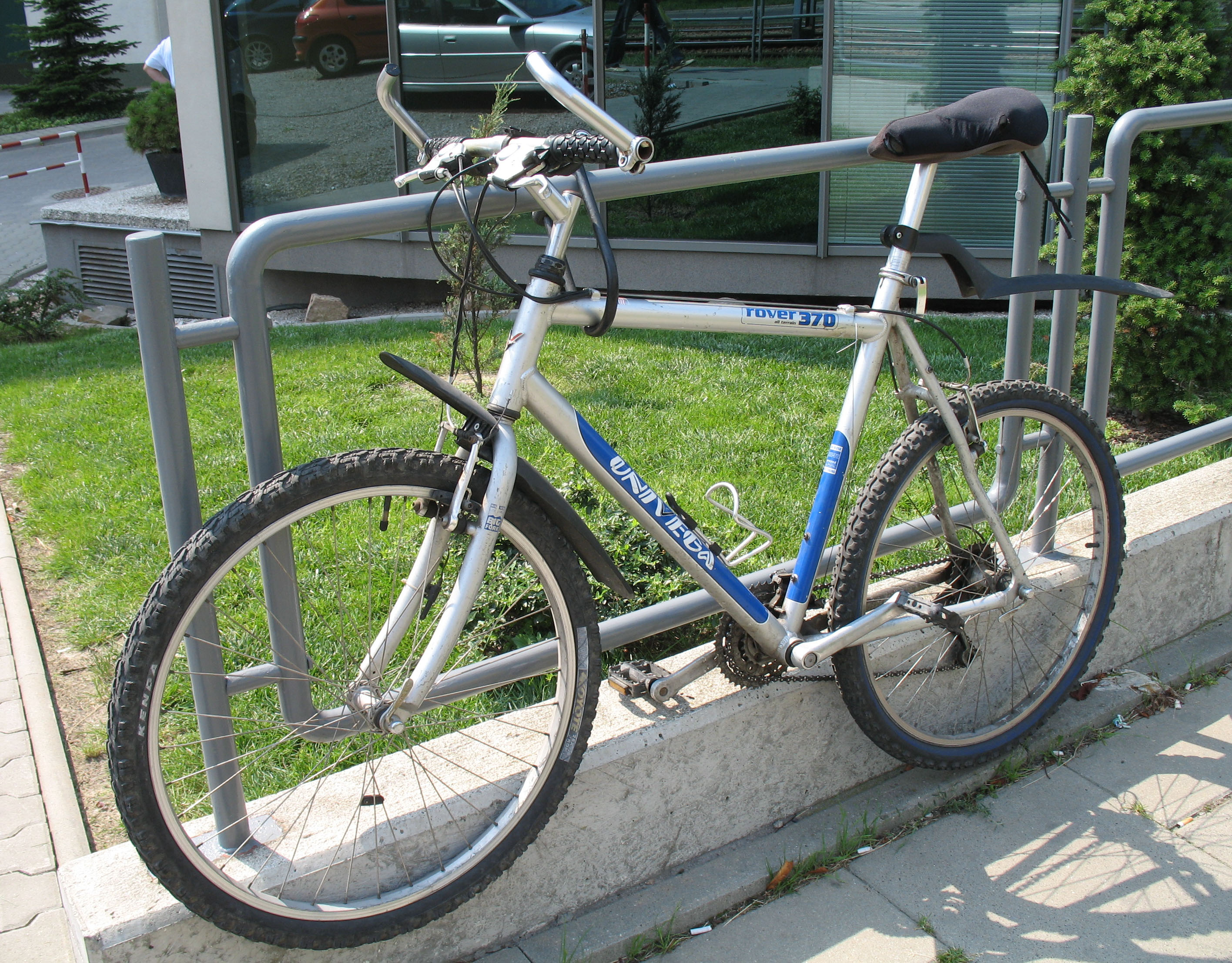
Rower Univega Rover 370

- Univega Alpina HT-300
- Univega Alpina HT-500
- Univega Alpina HT-510
- Univega Alpina HT-530
- Univega Alpina HT-580
- Univega HT-UPCT X.0
- Univega SL-3
- Univega SL-5
- Univega SL-Sky
- Univega SL-UPCT
- Univega Gent 5200
- Univega Gent 5300
- Univega Geo Eight
- Univega Geo One
- Univega Geo XC
- Univega Ram BX Duke
- Univega Ram BX Dyno Steel
- Univega Ram BX Earl
- Univega Ram BX Prince
- Univega Ram ES-990
- Univega Ram XF-900
- Univega Ram XF-902
- Univega Ram XF-906
- Univega Terreno 200
- Univega Terreno 300
- Univega Terreno 330
- Univega Terreno 350
- Univega Terreno 400
- Univega Terreno 400 XXL
- Univega Terreno 900
- Univega Terreno Tandem Companion
- Univega Via Antaris Pro
- Univega Via Mountain King Team
- Univega Via Strato Pro Carbon

### Motorowery
- Romet CRS-50 (2007-2008)
- Romet CRS-50 4T (2008)
- Romet CRS-50 2T (2008)
- Romet 717
- Romet 717 2S/2T
- Romet 727 (2007-2010)
- Romet 727 Premium
- Romet 727 S
- Romet 737 (2007-2010)
- Romet 747 (2007-)
- Romet 700
- 747 2S/2T
- Romet 777
- Romet C1 Trial City 13
- Romet C1 Via City 13/S16
- Romet EV1 (2012-2014)
- Romet E-Pony (2018-)
- Romet Ogar 202/ 202 FI (2014-)

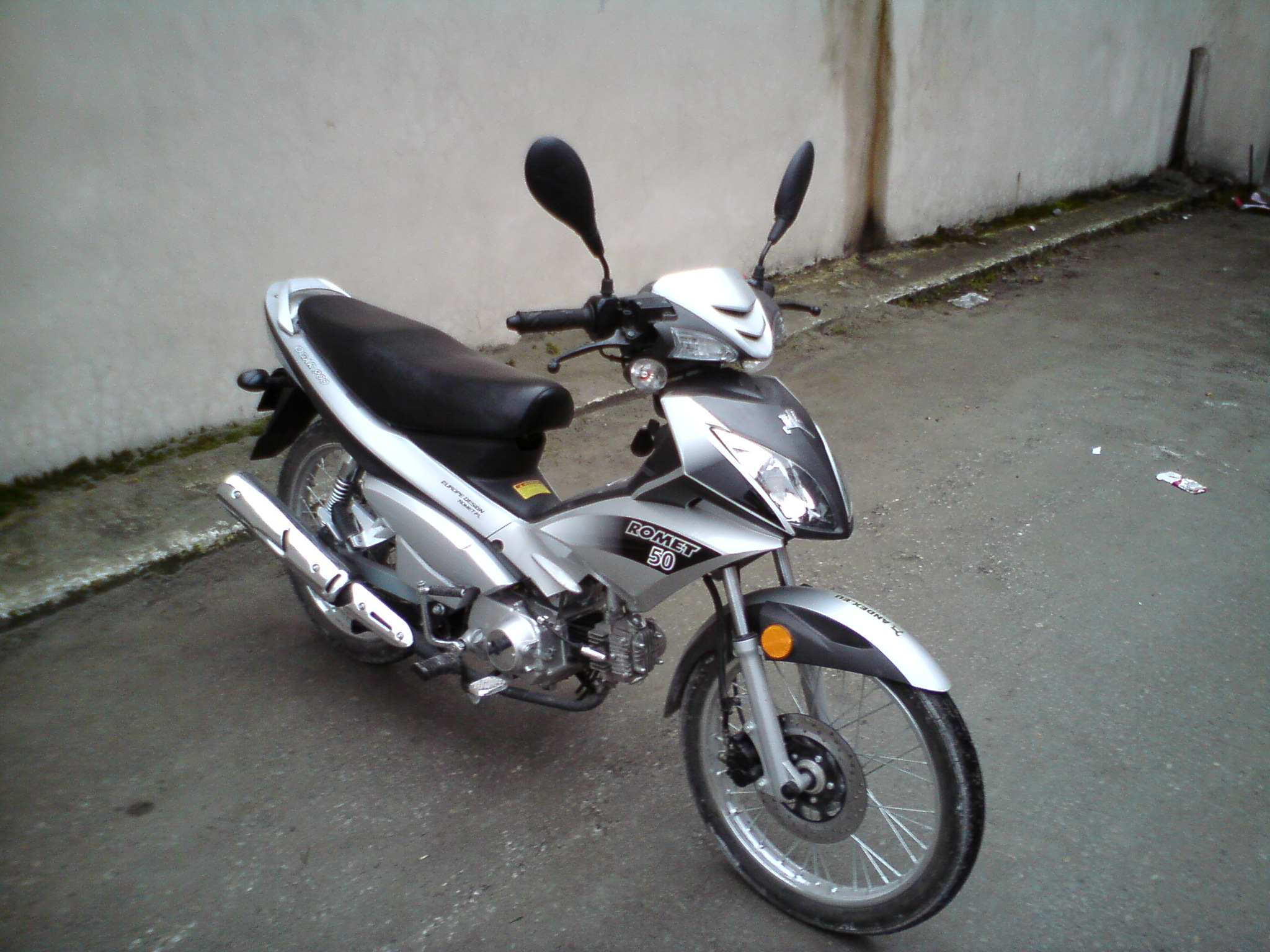
Romet Ogar 900

- Romet Ogar 900/ R-Racing (2007-2012)
- Romet Pony-50 (2007-2008)
- Romet Pony 50 (2016-)
- Romet Pony mini 50 (2018-)
- Romet Retro 50 (2007-)
- Romet RXL 50 (2007-)
- Romet White City 50 ()
- Romet Zetka 50 (2010-2017)
- Romet ZXT 50 (2016-)
- Romet Router WS 50 (2011-)
- Romet Ogar Caffe 50

### Motocykle

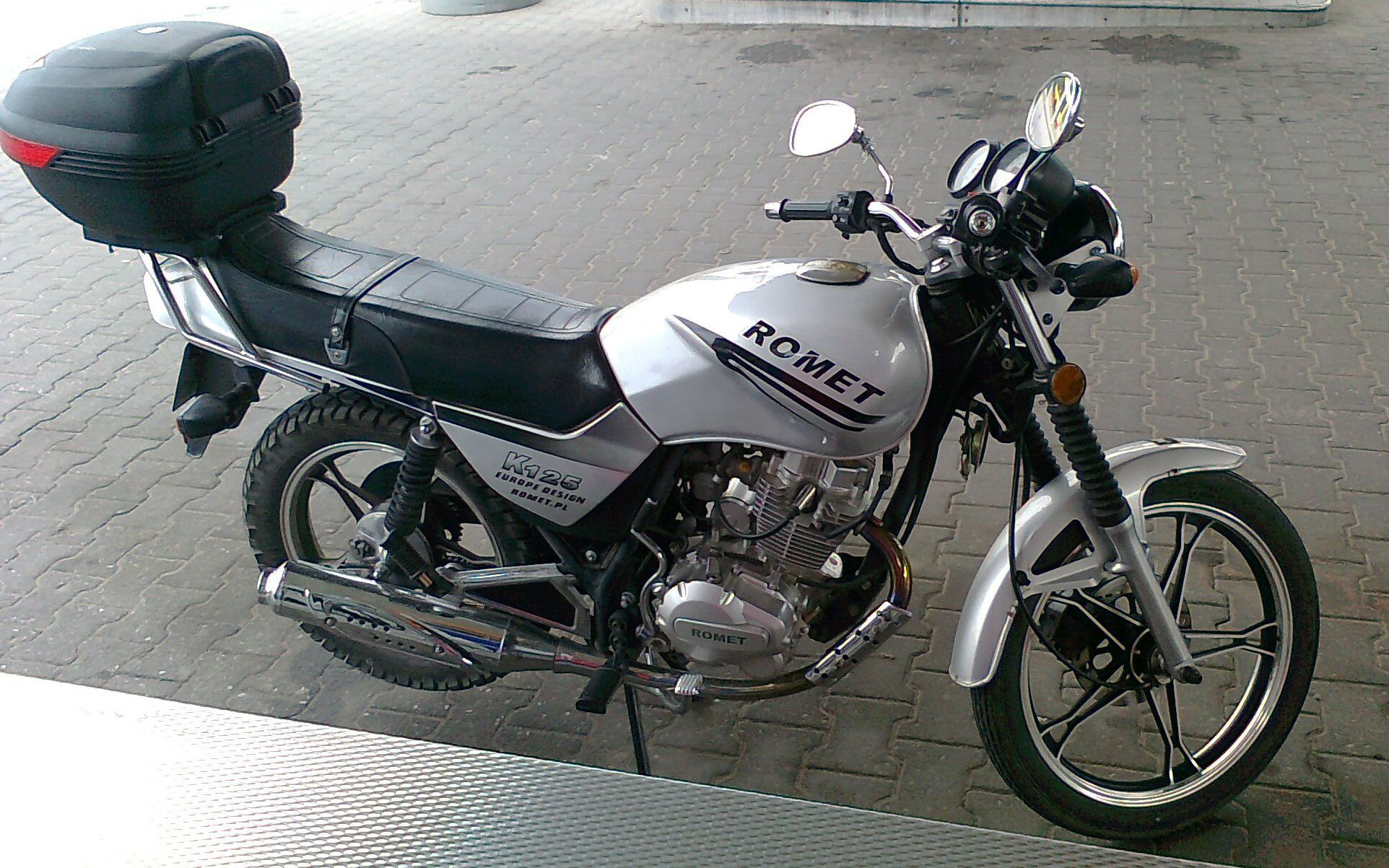
Romet K-125

- Romet ADV 250
- Romet ADV 400
- Romet CRS-200
- Romet Classic 400
- Romet Classic 400 Café Racer
- Romet JET 125
- Romet K-125/ K-125 FI
- Romet R125
- Romet R150
- Romet R250
- Romet R250V
- Romet RM-125
- Romet S-200
- Romet SCMB 125
- Romet SCMB 250
- Romet Z-125
- Romet Z-One 125
- Romet Z-One 250
- Romet Z-150
- Romet ZK-125/90
- Romet Zk-125/120
- Romet Soft Chopper
- Romet Ogar Caffe 125

### Quady
- ATV 110 Sport
- ATV 150 Sport
- ATV 200 Super Sport
- ATV 250 Utility

### Mikrosamochody elektryczne
- Romet 4e
- Romet 6e
- Romet 7e